# Лясково (Бургасская область)
Лясково (болг. Лясково) — село в Бургасской области Болгарии. Входит в состав общины Айтос. Находится примерно в 6 км к северо-востоку от центра города Айтос и примерно в 29 км к северо-западу от центра города Бургас. По данным переписи населения 2011 года, в селе  проживал 131 человек.

## Население
| Год     | 1934 | 1946 | 1956 | 1965 | 1975 | 1985 | 1992 | 2001 | 2011 |
| ------- | ---- | ---- | ---- | ---- | ---- | ---- | ---- | ---- | ---- |
| Жителей | 805  | 833  | 752  | 517  | 443  | 318  | 256  | 193  | 131  |

| Национальность | Человек | Процент |
| -------------- | ------- | ------- |
| болгары        | 127     | 96,95%  |
| другие         | 3       | 2,29%   |
| Всего ответов  | 131     |         |

|  |